# Epålettfink
Epålettfink (Pyrrhoplectes epauletta) är en bergslevande asiatisk fågel i familjen finkar inom ordningen tättingar.

## Utseende och läte
Epålettfinken är en rätt liten (13-15 cm), slank och kortvingad fink med något kluven stjärt och mycket karakteristisk fjäderdräkt. Båda könen har ett vitt "streck" utmed tertialerna som gett fågeln dess namn (epåletter är ett slags axelprydnader på uniformer). Hanen är helsvart med orange hjässa och nacke. Honan har olivgrönt huvud, grå mantel samt är rostbrun på vingtäckare och undersida. Sången är ett snabbt och ljust "pi-pi-pi-pi".

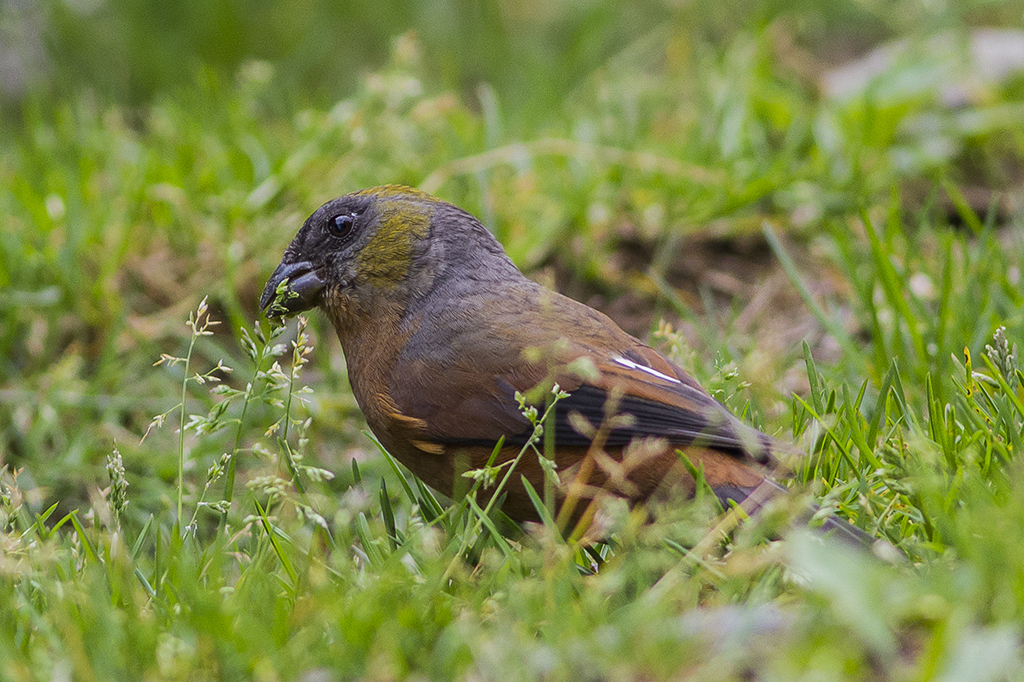
Hona.

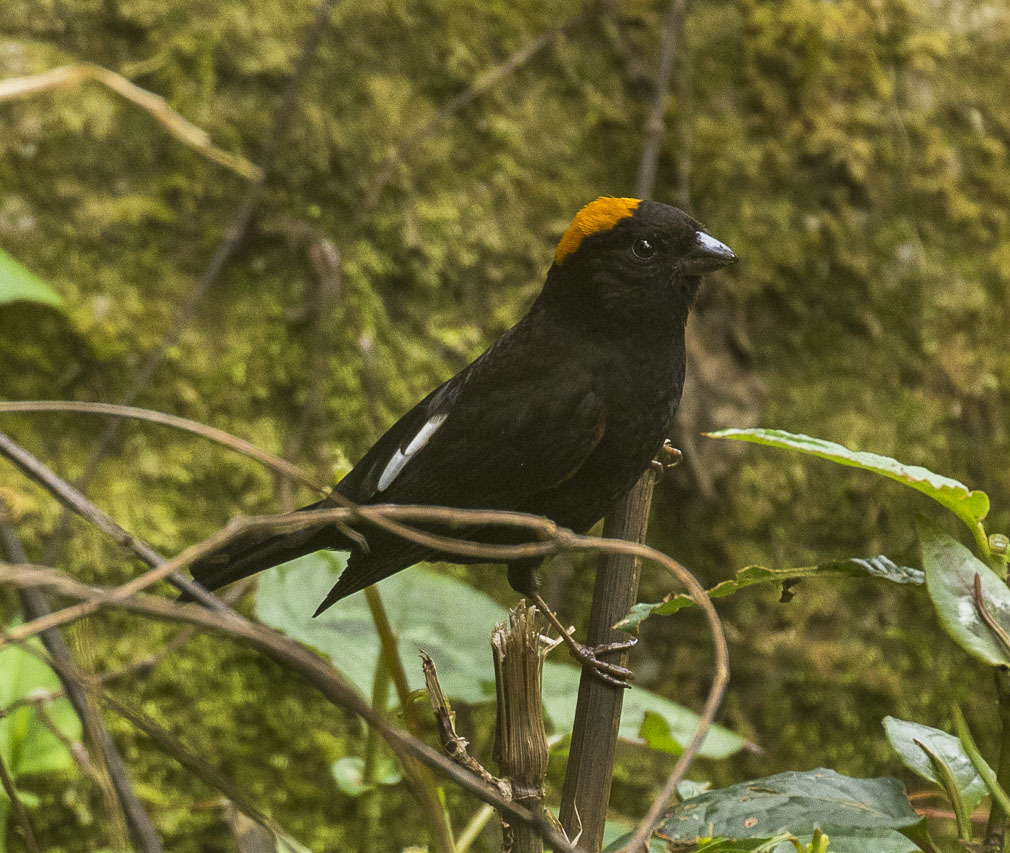
Hane.

## Utbredning och systematik
Epålettfink förekommer i bergsskogar från norra Indien till sydvästra Kina, sydöstra Tibet och norra Myanmar. Den behandlas som monotypisk, det vill säga att den inte delas in i några underarter. Fågeln placeras som enda art i släktet Callacanthis och är närmast släkt med rhododendronfinken (Callacanthis burtoni) och karmosinfinken (Agraphospiza rubescens).

## Levnadssätt
Fågeln återfinns i undervegetation i ek-rhododendronskogar samt i rhododendronsnår, i bergstrakter mellan 1400 och 3900 meters höjd. Där för den en tillbakadragen tillvaro och födosöker på marken eller lågt i vegetationen efter olika sorters frön, men också knoppar, bär och små insekter. Kunskapen om dess häckningsbiologi är bristfällig, men den har observerats bära bomaterial i mars. I Nepal tros den häcka i rhododendronbuskar.

## Status och hot
Arten har ett stort utbredningsområde och en stor population med stabil utveckling och tros inte vara utsatt för något substantiellt hot. Utifrån dessa kriterier kategoriserar internationella naturvårdsunionen IUCN arten som livskraftig (LC). Världspopulationen har inte uppskattats men den beskrivs som både lokalt förekommande, ganska vanlig och sällsynt.